# 다산저녁쥐
다산저녁쥐(Calomys fecundus)는 비단털쥐과에 속하는 남아메리카 설치류이다. 볼리비아에서만 알려져 있으며, 해발 600~2,700m의 융가스 지역과 투쿠마노 볼리비아노 숲 생태지역에서 발견된다. 일부 학자들은 볼리비아저녁쥐(C. boliviae)와 같은 종으로 보기도 하며, 또다른 학자들은 다산저녁쥐의 핵형이 2n=54임에도 불구하고 코르도바저녁쥐(C. venustus)와 같은 종으로 보기도 하지만 코르도바저녁쥐의 핵형은 일반적으로 2n-56이다.